# GNU BURG
BURG es un cargador o gestor de arranque para sistemas UNIX. Este surge a base del famoso cargador GNU GRUB. Su programación interna es totalmente basada en la segunda versión de GRUB, pero fue reescrita completamente por el equipo de desarrollo, pero imitando la configuración exacta de GRUB, por lo que su configuración es exactamente idéntica. La idea de BURG es proveer un cargador de arranque con aspecto visual, capaz de mostrar fondos de escritorio, iconos, y animaciones en lugar de solo texto como GRUB. Además existen miles de temas y diseños creados por la comunidad, y que pueden ser descargados desde diversas páginas web. BURG es usado principalmente en sistemas operativos GNU Linux.

## Desarrollo
El desarrollo de BURG es totalmente abierto. Está licenciado bajo la licencia GPL y es completamente software libre. Este posee una mayor portabilidad que GRUB pudiendo así instalarse en diversas unidades, como discos duros, memorias USB, e incluso en una tarjeta SD. Hasta el año 2014, BURG estaba disponible para computadoras que solo utilizaban BIOS, pero las últimas actualizaciones permiten la instalación en las nuevas computadoras que utilicen el sistema EFI. La instalación de BURG en una computadora, desinstalará por completo el cargador de arranque GRUB o cualquier otro que este en función.

## Características
- La principal característica de BURG es que mejora totalmente el aspecto visual, asemejándolo con el cargador de arranque de las computadoras Macintosh.

- BURG posee un alto índice de portabilidad permitiendo instalarlo en diversas unidades de disco, unidades de estado sólido o memorias USB

- Programación totalmente idéntica a GRUB pero reescrita desde 0, imitando sus funciones.

- BURG posee además una aplicación para mostrar una vista previa sin tener que reiniciar la computadora. Además permite cambiar la configuración del mismo.

## Instalación
La instalación de BURG es idéntica a la de GRUB, con el simple comando burg-install /dev/sdx (partición de disco o unidad que seleccione el usuario)

## Proceso de inicio de BURG
El BIOS busca un dispositivo de inicio o una partición del disco duro y procede a pasar al primer sector físico del disco, conocido como master boot record, son los primeros 512 bytes (primer sector) del disco duro.
La segunda fase de BURG consiste en listar todas las entradas disponibles de cualquier sistema operativo instalado, y mostrarlas al usuario en un menú.